# Enter Shikari
Enter Shikari (також стилізується як ΣΠΤΣR SHΦΚΔRΦ та enter: shikari; до 2003 року Hybryd) — британський рок-гурт, створений в 1999 році у Сент-Олбанс під назвою Hybryd басистом Крісом Баттеном, вокалістом та клавішником Рау Рейналдсом та барабанщиком Робом Рольфом. 2003 року до гурту долучився гітарист Рорі Клюлов, завершивши формування його складу, який відтоді є незмінним. З цього ж року має свою поточну назву. За час свого існування гурт випустив шість повноформатних студійних альбомів. Перш за все відомий своїм еклектичним музичним стилем, що поєднує рок-музику (здебільшого пост-хардкор, металкор, альтернативний метал) з різноманітними жанрами електронної (зокрема дабстеп, транс, драм-енд-бейс), завдяки чому досягається особливе, пізнаване звучання. Гурт вважається піонером жанру електронікор. Має власний лейбл звукозапису Ambush Reality.

## Історія гурту

### Початок (1999 – 2006)
В 1999 році сформувався гурт Hybryd, який складався з Рау Рейналдса (гітара, вокал), Кріса Баттена (бас-гітара) та Роба Рольфа (ударні). В цьому складі вони випустили мініальбом Commit No Nuisance. У 2003 році, після приєднання Рорі Клюлова, гурт змінює назву на Enter Shikari. Вона походить від слова Shikari, що з мови гінді перекладається як "мисливець". Завершення формування складу дозволило Рау Рейналдсу сконцентрувати свій музичний вклад у гурт на вокалі та створенні електронної музики.
Протягом 2003 та 2004 років гурт випустив три мініальбоми (Nodding Acquaintance, Anything Can Happen in the Next Half Hour і Sorry You're Not a Winner), що розповсюджувались на концертах та офіційному сайті. 2006 року виходить відео до синглу "Mothership", що став релізом тижня в ITunes Store. Це був перший реліз з майбутнього альбому "Take to the Skies". 30 жовтня 2006 виходить сингл "Sorry You're Not a Winner/OK Time for Plan B", що став першим у доробку групи релізом на фізичних носіях, і був пізніше використаний в іграх EA Sports NHL 08 та Madden 08. Наступним синглом та другим з майбутнього студійного альбому став "Anything Can Happen in the Next Half Hour", що вийшов 5 березня 2007-го року і складався з перезаписаної однойменної демоверсії.

### Take To The Skies(2007 – 2008)
Дебютний альбом гурту "Take To The Skies" вийшов 19 березня 2007 року, а вже 25 числа досягнув 4-ї сходинки в UK Official Album Charts. Він включав в себе багато перезаписаних пісень, що були випущені у вигляді демоверсій до релізу альбому.

### Common Dreads(2009 – 2010)
Гурт розпочав запис другого альбому в кінці 2008 року і демонстрував його прогрес епізодів на своєму каналі в YouTube.
Альбом Common Dreads вийшов 15 червня 2009 року в Європі та 16 червня в США, досягнувши 16 рядка в британському чарті. У перший тиждень продажі склали 15 000 примірників.

### A Flash Flood of Colour(2011 – 2013)
14 червня 2010 року Enter Shikari анонсували, що повертаються до студії для запису нової пісні. Вона отримала назву "Destabilise" та була випущена в якості позаальбомного синглу у цифровому форматі 26 жовтня 2010 року, а також в обмеженій версії на грамплатівці 29 листопада 2010.
19 травня 2011 року гурт випустив ще один позаальбомний сингл, "Quelle Surprise". Пізніше в цьому ж році, 20 вересня був випущений "Sssnakepit", а 2 грудня - "Gandhi Mate, Gandhi". Обидва сингли належали до майбутнього третього альбому гурту.
Enter Shikari випустили A Flash Flood of Colour 16 січня 2012 року.

### Rat RaceEP (2013 – 2014)
В квітні 2013 року гурт випускає позаальбомний сингл "The Paddington Frisk". Пізніше було анонсовано, що цей трек стане частиною безіменного майбутнього EP з трьох пісень, що буде випущений пізніше в цьому році. 5 червня 2013 року гурт оголосив через свій офіційний Twitter-акаунт про те, що вони записують відео на новий сингл "Radiate". Вперше цей трек був зіграний 10 червня Зейном Лоу на власному шоу на BBC Radio 1. Пісня стала синглом тижня. 31 жовтня 2013 року мініальбом "Rat Race EP" був випущений. Він складався з двох вищезгаданих треків, однойменної до альбому пісні "Rat Race", а також трансового реміксу "Radiate", виконаного стороннім проєктом Рау Рейналдса "Shikari Sound System".

### The Mindsweep(2014 – 2017)
Наприкінці 2012 року бас-гітарист гурту Кріс Баттен заявив, що вони почнуть роботу над четвертим альбомом після завершення свого концертного туру, і він буде завершений колись у 2013 році. Але пізніше він же зазначив, що альбом не буде готовий у згаданий термін.
8 жовтня 2014 року гурт анонсував, що новий альбом матиме назву The Mindsweep, та буде випущений 19 січня 2015 року. Перед виходом альбому також вийшло два сингли -  "The Last Garrison" та "Anaesthetist". Додатково в проміжку листопад-грудень 2014 було випущено ще дві пісні - "Never Let Go of the Microscope" та "Slipshod". 12 січня 2015 року гурт виклав на своєму офіційному сайті весь альбом для онлайн-прослуховування.
30 жовтня 2015 року Enter Shikari випустили свій перший альбом реміксів - The Mindsweep: Hospitalised, який складався з драм-н-бейс компіляцій треків останнього альбому, які були створені резидентами лейблу Hospital Records. 
12 січня 2016 року на  BBC Radio 1 вперше прозвучав новий сингл "Redshift". 9 жовтня того ж року також на Radio 1 був представлений реліз треку "Hoodwinker".

### The Spark(2017–2019)
1 серпня 2017 року Enter Shikari анонсували свій новий альбом The Spark разом з основним синглом "Live Outside". Альбом був випущений 22 вересня.
Для просування альбому гурт вирушив у гастрольний тур The Spark World Tour по Великій Британії, Європі, Японії та Північній Америці.
15 лютого 2019 року гурт випустив в обмеженому виданні два концертних альбоми, Take to the Skies. Live in Moscow. May 2017 та Live at Alexandra Palace 2. Обидва були записані у 2017 році під час гастролей в рамках Take to the Skies 10 Year Anniversary Tour і The Spark World Tour.
У 2018 році гурт розпочав ексклюзивний тур "Stop the Clocks" Великою Британією, Скандинавією та рештою Європи, під час якого вони виконували нову пісню з однойменною назвою. Пісня була випущена як сингл 12 серпня 2019 року.

### Nothing Is True & Everything Is Possible(2019 – наш час)
В інтерв'ю Kerrang! гурт анонсував свій новий альбом, що стане "найбільш повним записом Shikari на сьогодні", та буде містити щось з кожного з попередніх альбомів.
10 лютого 2020 року новий сингл "The Dreamer's Hotel" (стилізований як { The Dreamer's Hotel }) був представлений на BBC Radio 1. В цей же день гурт анонсував, що їх новий альбом буде мати назву "Nothing Is True & Everything Is Possible" і буде випущений 17 квітня 2020 року. Музичний кліп на { The Dreamer's Hotel } був представлений 8 березня 2020 року. Цього ж дня був випущений наступний сингл "The King" (стилізований як thē kĭñg).
"T.I.N.A." став третім синглом з майбутнього релізу, випущений 22 березня 2020 року. Назва посилається на відомий слоган Маргарет Тетчер "TINA", що є акронімом до "There is no alternative" (з англ. немає альтернативи).
Гурт підтримає випуск альбому повномасштабним туром Великою Британією у листопаді 2020 (перенесено з квітня у зв'язку з пандемією COVID-19).

## Музичний стиль
Згідно з висловлюваннями учасників Enter Shikari, на початковому етапі кар'єри на їх музичний стиль вплинули такі колективи, як Refused, The Prodigy, At the Drive-In, Sick of It All, Rage Against the Machine, The Dillinger Escape Plan і The Beatles.

## Склад гурту
- Рау Рейналдс — ведучий вокал, музичне програмування, синтезатор, клавішні, акустична гітара, ритм-гітара, труба, перкусія (1999–наш час)
- Кріс Баттен - бас-гітара, вокал, синтезатор. клавішні, перкусія (1999–наш час)
- Роб Рольф - ударні, перкусія, бек-вокал (1999–наш час)
- Рорі Клюлов - соло-гітара, вокал, синтезатор, клавішні, перкусія (2003–наш час)

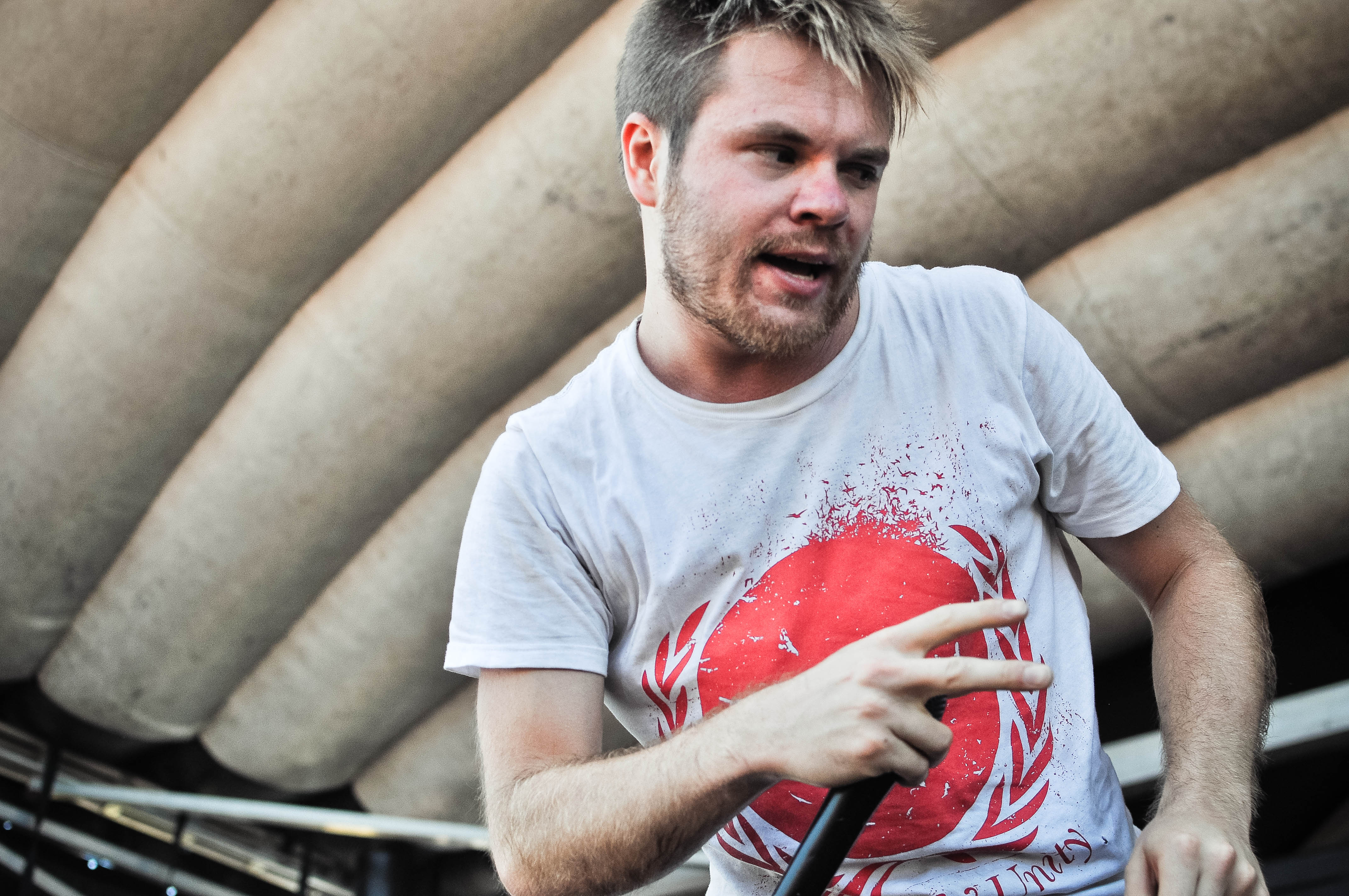
Рау Рейналдс
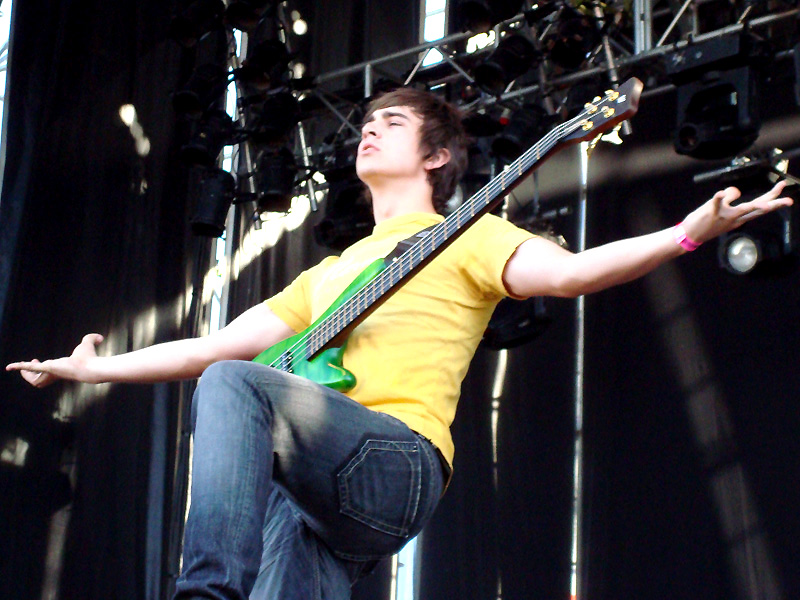
Кріс Баттен
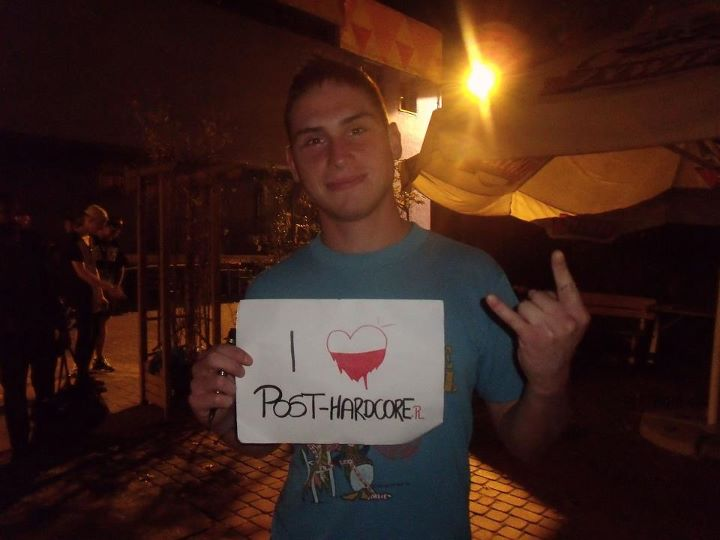
Роб Рольф
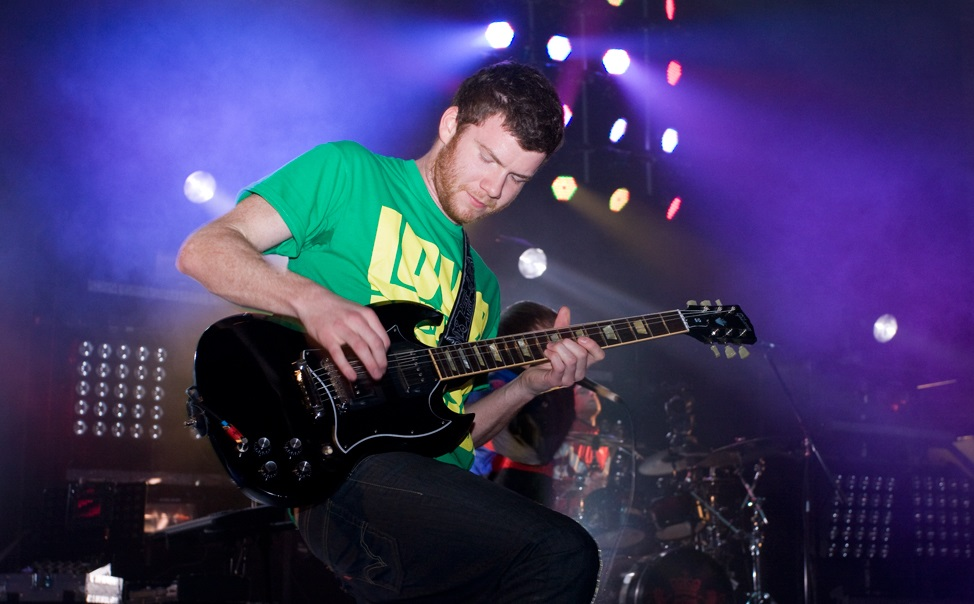
Рорі Клюлов

## Дискографія
Студійні альбоми
- Take to the Skies (2007)
- Common Dreads (2009)
- A Flash Flood of Colour (2012)
- The Mindsweep (2015)
- The Spark (2017)
- Nothing Is True & Everything Is Possible (2020)
- A Kiss for the Whole World (2023)

## Концертна діяльність
Живі концерти гурту відзначаються винятковою ексцентричністю, намаганням розмити межу між сценою та залом, фірмовими стали доволі ризикові занурення вокаліста гурту у гущавину фанатів, де він неодноразово отримував легкі травми [джерело?]. Один з елементів страховки — довжелезний дріт мікрофона, завдяки якому асистенти утримують фізичний зв'язок із вокалістом, що може занурюватися у публіку на 30-70 метрів.

### Виступи в Україні
2013 гурт брав участь у дорогих рок-фестивалях на сході Європи — у Бургасі (Болгарія), Дніпропетровську (Україна).
Гурт оголошений хедлайнером фестивалю Захід 2016, який відбувся у серпні 2016 року поблизу Львова. Також Enter Shikari завітали до столиці України 20 травня 2017 року з концертом на честь 10-ліття першого альбому. А вже в серпні того ж 2017 року, знову таки, очолили головну сцену другого дня фестивалю Zaxidfest2017. Таким чином, гурт тричі порадував своїх прихильників в Україні за один рік.
Enter Shikari співали в останній день фестивалю Atlas Weekend 2018 у Києві.